# Its Séries
Its Séries é uma Série Brasileira de televisão exibida todos os domingos na RIC TV às 11:30 em Santa Catarina. A estreia ocorreu no dia 28 de Fevereiro de 2010, substituindo o antigo Its Séries, que foi descontinuada sem um encerramento. Atualmente o programa está exibindo a sua 2ª temporada.

## Produção
As gravações ocorrem em um colégio particular (Colégio Cruz e Sousa) e ambientado em lugares populares de Florianópolis.

## Enredo
Jaque é a protagonista e narradora do Its Séries, uma estudante comum do terceiro ano do Colégio Inovação. Através dos olhos dela os telespectadores vêem as histórias pelo qual o seriado é ambientado.

## Episódios
| Temporada | Episódios |
| --------- | --------- |
| S01       | 18        |
| S02       | 20        |

## Recepção
Em uma enquete realizada na comunidade oficial do seriado, o novo enredo recebeu uma crítica interna dos fãs como muito positiva, mas houve descontentamento que a série precedente Its Séries 2009 tenha sido descontinuada sem um devido encerramento. O destino final dos personagens antigos foi descrito textualmente pelo Diretor e Roteirista do programa.
Atualmente o its Séries é muito mal recebido por jovens do país inteiro através de sua exibição semanal no canal TV Atrê, parte do grupo UOL, através do site oficial da revista teen Atrevida.